# Etibar Aliyev (homme politique)
Etibar Aliyev est un homme politique azerbaïdjanais, membre de VI législature de l'Assemblée nationale d'Azerbaïdjan.

## Biographie
Etibar Aliyev est né le 1er mars 1963 dans le village de Chirazli, district de Vedi. Il est diplômé de la faculté de physique de l'Université d'État de Bakou. Il est l'auteur de 7 livres et de plus de 30 articles scientifiques.
Il parle russe.

### Carrière
En 1986-1991, Etibar Aliyev a travaillé comme ingénieur à l'Union de la recherche scientifique et de la production spatiale, en 1991-1992 comme ingénieur-concepteur à l'usine de "Bakı fəhləsi" et comme spécialiste en chef au ministère de l'Éducation en 1992- 2002.
Il est membre du Comité de la jeunesse et des sports, et du Comité des sciences et de l'éducation de l'Assemblée nationale d'Azerbaïdjan. Il est chef du groupe de travail sur les relations interparlementaires Azerbaïdjan-Albanie, membre des groupes de travail sur les relations avec les parlements du Biélorussie, de la Finlande, de la Suède, du Kazakhstan et de la Norvège.

### Famille
Il est marié et a deux enfants.